# Funiculaire Rokkō
Pour les articles homonymes, voir Rokkō.
Le funiculaire Rokkō (六甲ケーブルカー, Rokkō Kēburukā) est un funiculaire exploité par la société de tourisme Rokkō localisée dans l'arrondissement Nada de la ville  Kōbe dans la préfecture de Hyogo. Il relie deux stations dans les monts Rokkō sur la ligne Rokkō Cable (六甲ケーブル線, Rokkō Kēburu-sen).

## Description

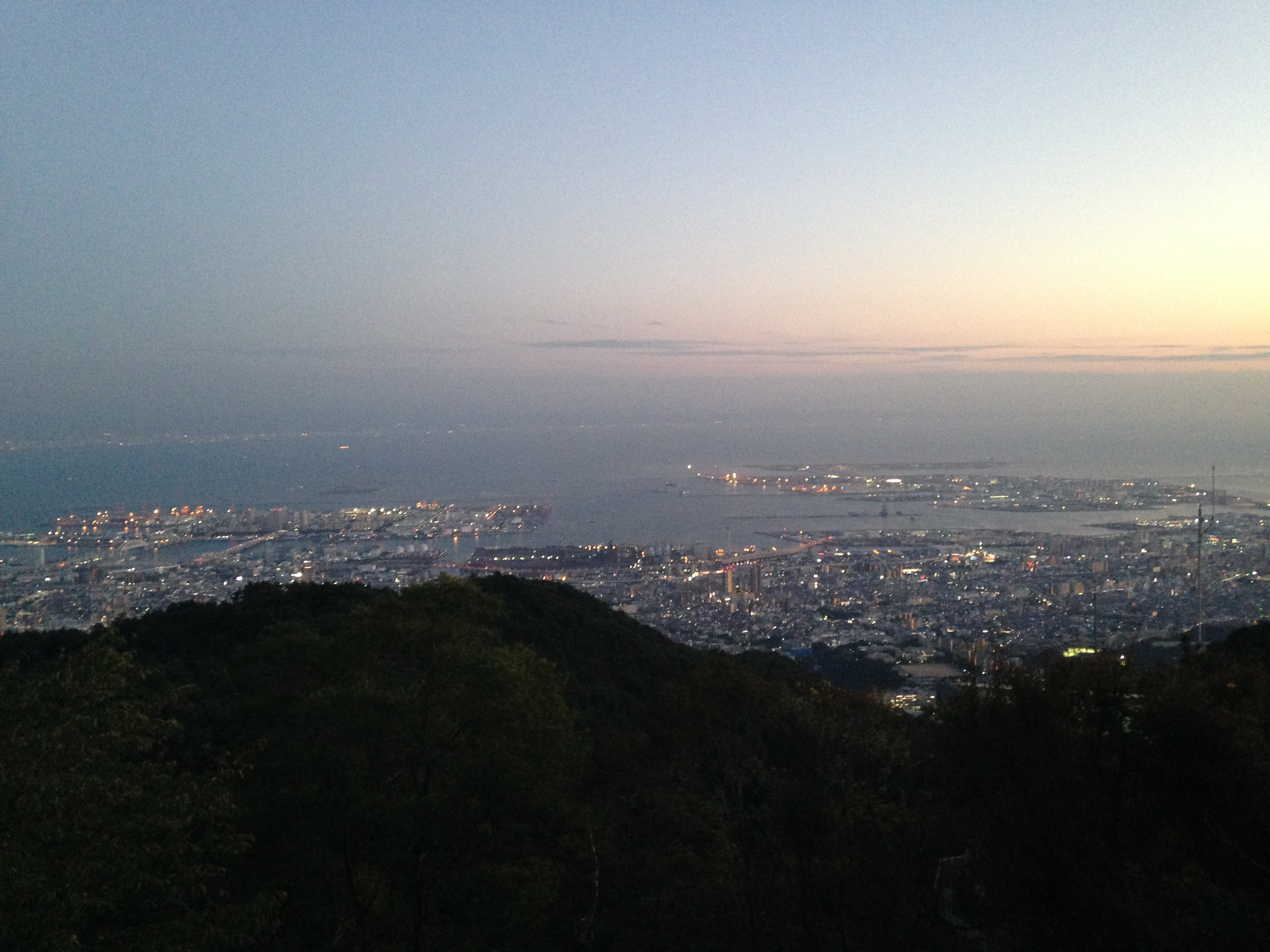
Vue depuis le point d'observation de Tenrandai

Le funiculaire est exploité entre les deux stations, la station de Rokkō Cable Shita et la station de Rokkō Sanjo. Cette dernière station se trouve à 3,7 km du sommet des monts Rokkō. Depuis la station de Rokkō Sanjo un  bus (Bus Rokkō Sanjo) permet une correspondance avec le téléphérique Rokkō Arima permettant d’aller à l'onsen d'Arima Onsen. Le point de vue panoramique de Tenrandai surplombant la ville de Kobe se trouve près de la station Rokkō Sanjo.

## Histoire
Il fut ouvert le 10 mars 1932. En 1973, la station Tsuchihashi est rebaptisée Rokkō Cable Shita. Lors du séisme de 1995 à Kobe, le service est suspendu quelque temps.

## Données techniques
- Longueur : 905,256 m
- Dénivelé : 493,3 m
- Angle : 26°
- Cabine : 80 personnes
- Écartement rails : 1 067 mm
- Nombres de stations : 2 stations

## Station
La ligne Rokkō Cable comporte deux stations
| Station de la ligne |
| ------------------- |
| Rokkō Cable Shita   |
| Rokkō Sanjo         |

Installations
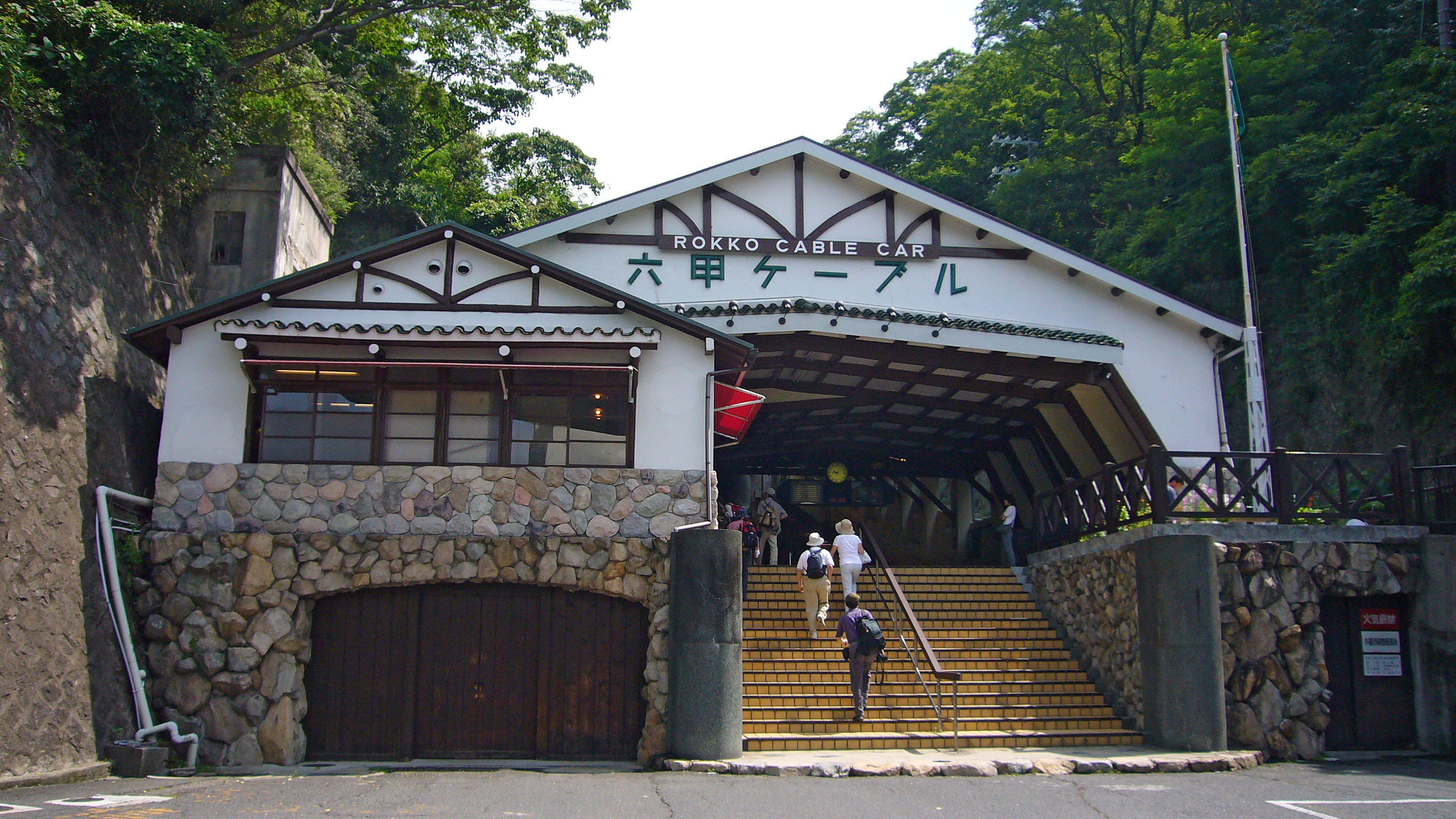
Station de Rokkō Cable Shita.
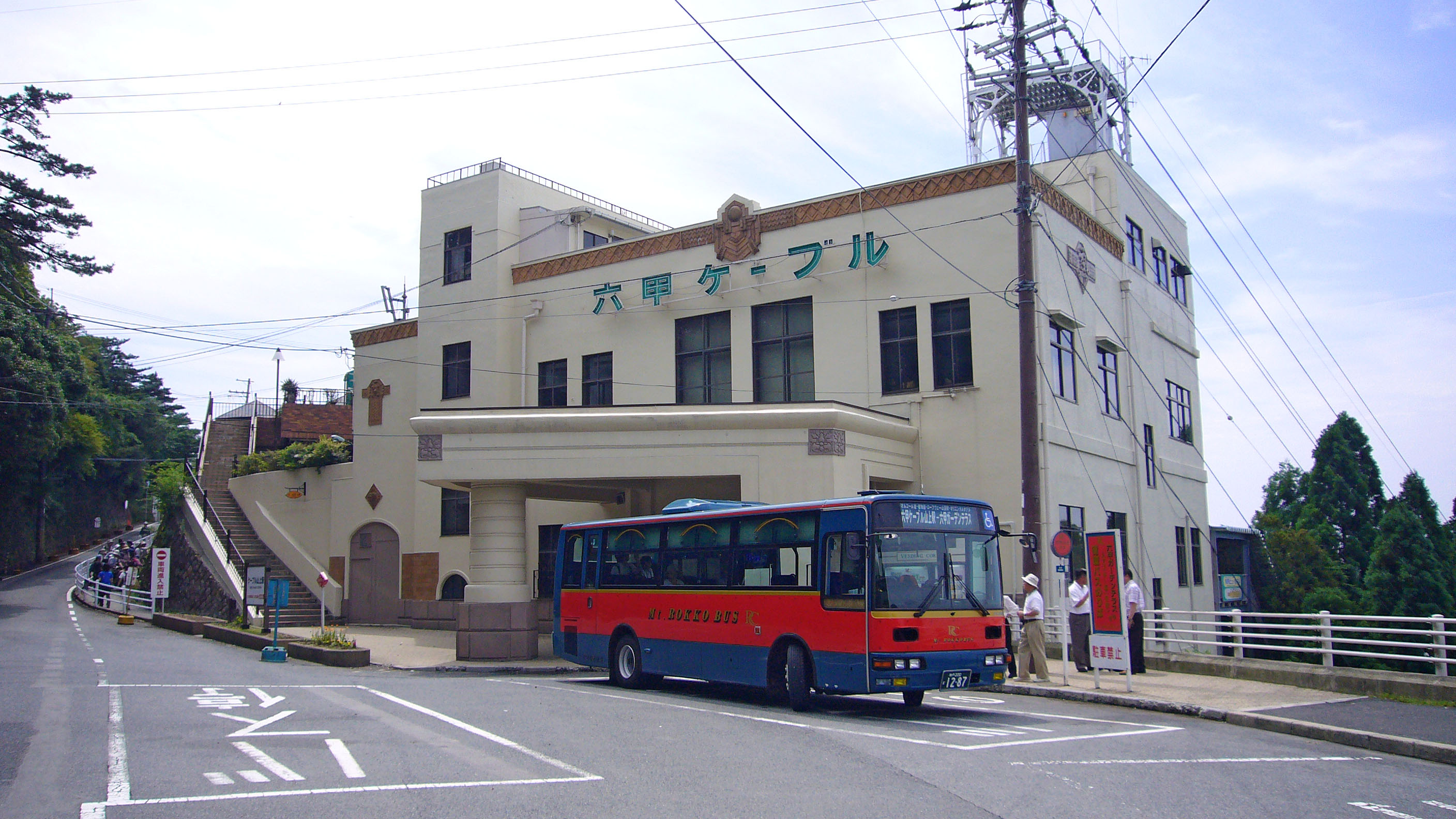
Rokkō Sanjo.
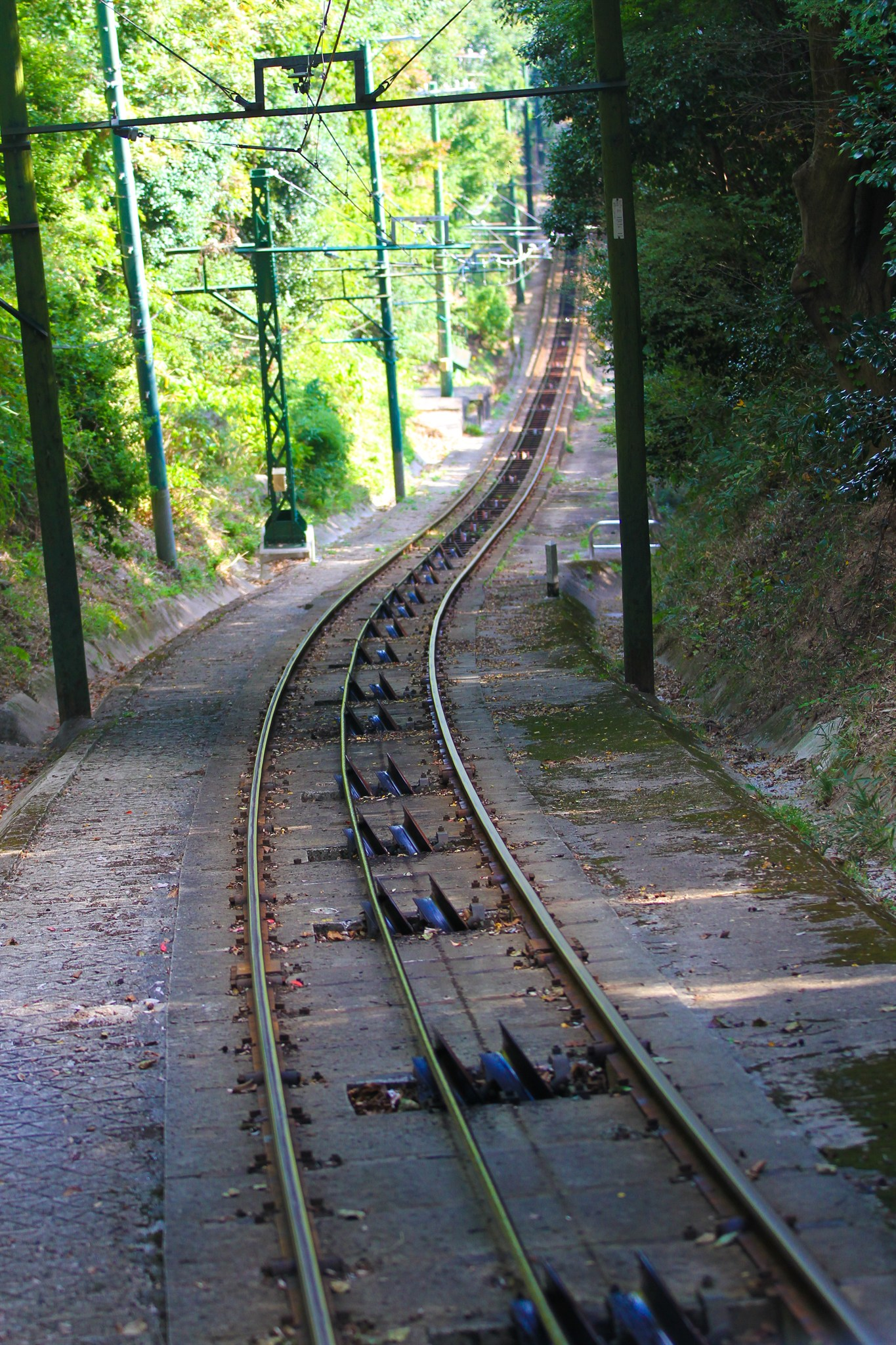
Ligne du funiculaire